# Велюнь
Велю́нь (пол. Wieluń) — місто у центральній Польщі.
Адміністративний центр Велюнського повіту Лодзького воєводства.

## Демографія
Демографічна структура станом на 31 березня 2011 року:

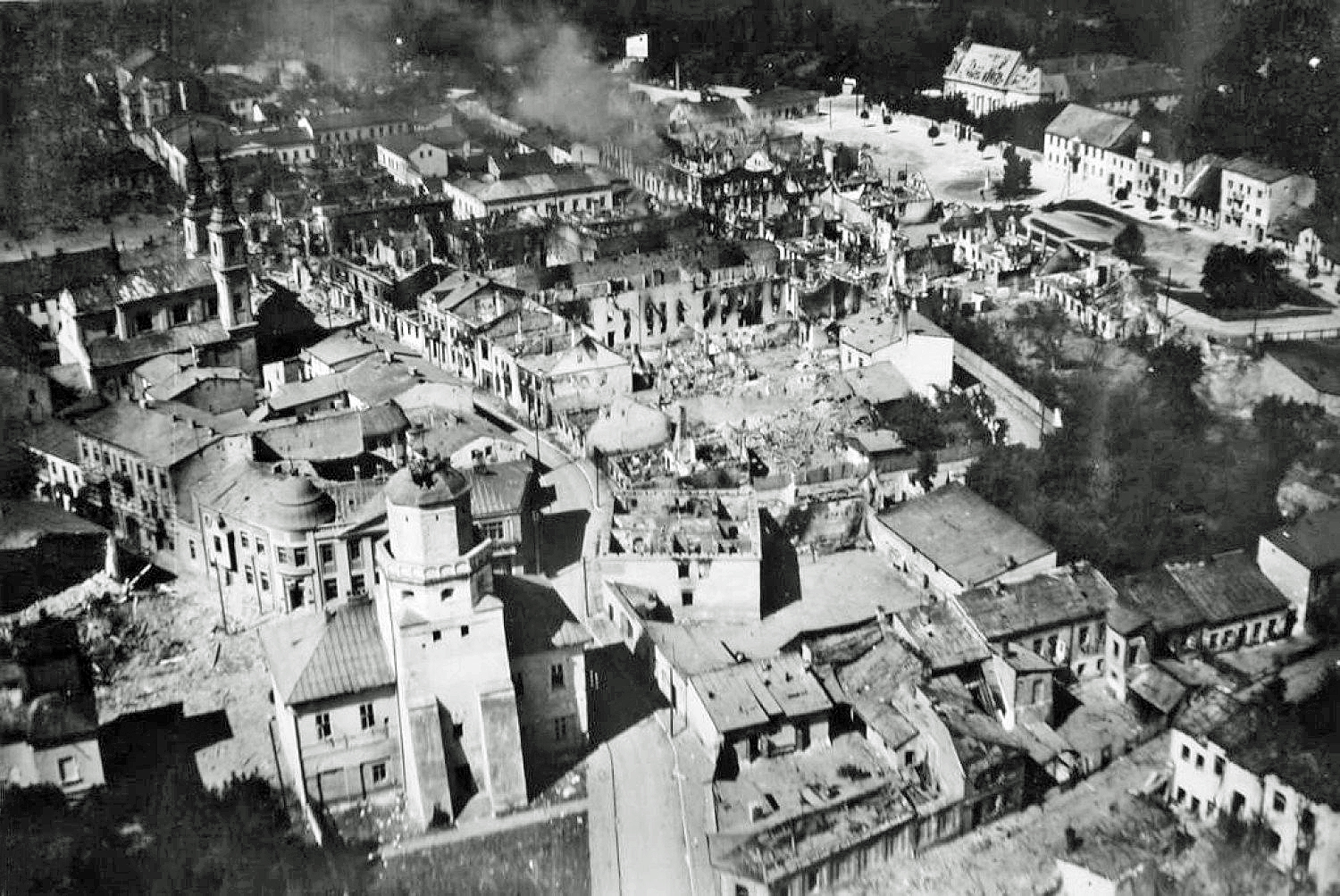
Вигляд із пташиного польоту на розбомблений гітлерівцями центр міста (1 вересня 1939)

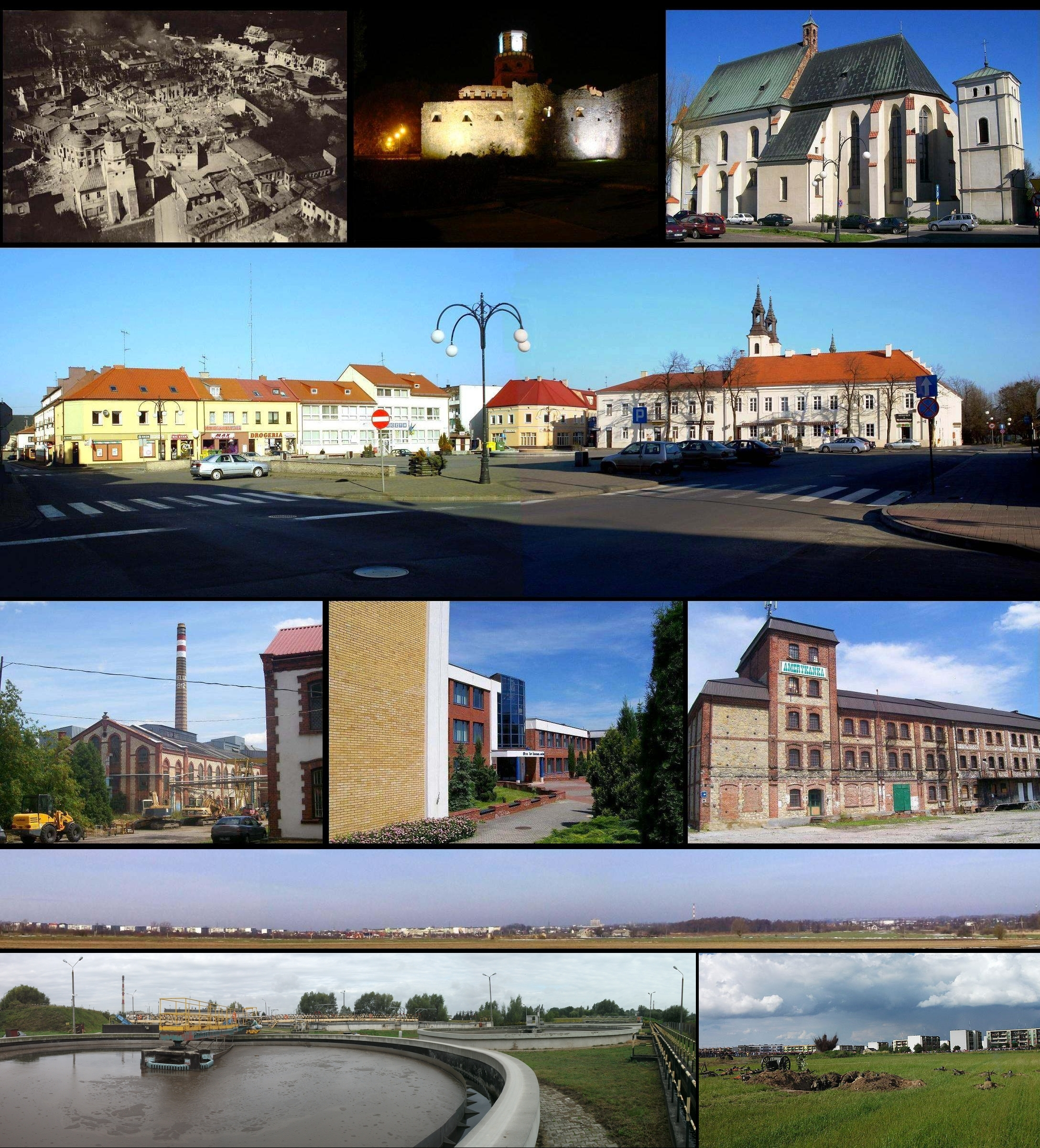
Велюнь

|          | Загалом | Допрацездатний вік | Працездатний вік | Постпрацездатний вік |
| -------- | ------- | ------------------ | ---------------- | -------------------- |
| Чоловіки | 11346   | 2099               | 8093             | 1154                 |
| Жінки    | 12687   | 1986               | 7767             | 2934                 |
| Разом    | 24033   | 4085               | 15860            | 4088                 |

## Спорт
Спортивні клуби: ВКС Велюнь, Сяткаж.